# Roncevaux Terra
Roncevaux Terra è il nome comunemente usato in esogeologia per riferirsi a parte settentrionale del brillante emisfero del satellite di Saturno Giapeto. La parte sud dell'emisfero è chiamato Saragossa Terra. L'emisfero opposto, noto come Cassini Regio, è notevolmente più scuro. Si ritiene che quella della Roncevaux Terra sia in realtà la riflettività naturale del satellite Giapeto, mentre la Cassini Regio sia ricoperta da materiale più scuro depositatosi in un secondo momento.
Il continente deve il suo nome alla Battaglia di Roncisvalle, cantata nella Chanson de Roland, il poema epico francese i cui personaggi danno il nome alle restanti formazioni geologiche di Giapeto.